# Datendurchsatz
Der Datendurchsatz gibt die Netto-Datenmenge pro Zeit an, die über ein kabelgebundenes oder kabelloses Medium übertragen werden kann.

## Berechnungsfaktoren
Steuerdaten, wie Kopfdaten und Fußzeilen, Informationen über Absender, Empfänger, Korrekturdaten (meist Zyklische Redundanzprüfung), Neuübertragung und anderes, die zur Steuerung der Übertragung nötig sind, zählen nicht dazu. Auch systembedingte Sendepausen können den Datendurchsatz verringern.
Der Datendurchsatz, gemessen in Bits pro Sekunde, hat wenig Aussagekraft, da viele Daten (Bilder, Video, Musik, Texte und Sprache) komprimiert übertragen werden und somit der jeweilige Komprimierungsfaktor den aktuellen Informationsdurchsatz sehr erhöht.
Wenn Daten mehrerer Teilnehmer über einen Kanal übertragen werden, sinkt der Durchsatz für einen einzelnen Teilnehmer unkalkulierbar.
Bei kabelgebundenen Übertragungsprotokollen wird wenig Overhead benötigt, so beträgt der Datendurchsatz bei Ethernet (LAN-Kabel) ca. 94 % der Übertragungsrate.
In funkbasierenden Protokollen wird ein erheblich größerer Overhead benötigt. Bei WLAN beträgt dieser mehr als 50 %, so dass meist ein Datendurchsatz (Nutzdaten) unter 45 % erreicht wird.

## Datendurchsatz verschiedener Technologien
| Technik | Schnellster Transfermodus | Reichweite in m                      | Theoretische Datenübertragungsrate (Brutto) in Mbit/s | Praktische Durchsatzrate (Nettodatenrate) in Mbit/s |
| --- | ------------------------- | ------------------------------------ | ----------------------------------------------------- | --------------------------------------------------- |
| Ethernet | –                         |                                      | 10                                                    | 9,4                                                 |
| Fast Ethernet | –                         | 100                                  | 100                                                   | 94                                                  |
| Gigabit-Ethernet | –                         | 100                                  | 1.000                                                 | 940                                                 |
| POF | –                         | 30–50                                | 100                                                   | 94                                                  |
| WLAN 802.11b | –                         | 10–140                               | 11                                                    | 1–4,4                                               |
| WLAN 802.11g | –                         | 10–300                               | 54                                                    | 5–25                                                |
| WLAN 802.11a | –                         | 10–120                               | 54                                                    | 5–25                                                |
| WLAN 802.11n (Wi-Fi 4) | 4×4 G, 40 MHz H           | 10–300                               | 600                                                   | 5–240                                               |
| WLAN 802.11ac (Wi-Fi 5) | 8×8 G, 160 MHz H          | max. 50                              | 6.900 A                                               |                                                     |
| WLAN 802.11ad | 1×1 G, 2 GHz H            | max. 10                              | 6.700                                                 |                                                     |
| WLAN 802.11ax (Wi-Fi 6) | 8×8 G, 160 MHz H          | über 50                              | 9.600 B                                               |                                                     |
| PCI Express 3.0 x1 | –                         | –                                    | 8.000                                                 | ca. 8.000                                           |
| Powerline | –                         | 200                                  | 14                                                    | 6                                                   |
| Powerline Turbo | –                         | 200                                  | 85                                                    | 50                                                  |
| Powerline AV | –                         | 200                                  | 200                                                   | 90                                                  |
| Powerline AV2 | –                         |                                      | 500                                                   | 200                                                 |
| Powerline AV1200 | MIMO, 2–68 MHz            | 400                                  | 1.200                                                 | 400                                                 |
| Powerline AV2000 | MIMO, 2–68 MHz            | 400                                  | 1.800                                                 | ca. 280 E ca. 400 F                                 |
| G.hn | –                         |                                      | 2.400                                                 |                                                     |
| Mediaxtream | –                         | 30                                   | 882                                                   | 300                                                 |
| FireWire 400 | –                         | 4,5–14                               | 400                                                   | 240                                                 |
| FireWire 800 | –                         | 4,5–100                              | 800                                                   | 480                                                 |
| FireWire S3200 | –                         | 4,5                                  | 3.200                                                 | 1.920                                               |
| SATA (SATA I, SATA-150) | –                         | SATA bis 1, eSATA bis 2, xSATA bis 8 | 1.500                                                 | 1.200                                               |
| SATA Revision 2.x (SATA II, SATA-300) | –                         | SATA bis 1, eSATA bis 2, xSATA bis 8 | 3.000                                                 | 2.400                                               |
| SATA Revision 3.x (SATA III, SATA-600) | –                         | SATA bis 1, eSATA bis 2, xSATA bis 8 | 6.000                                                 | 4.800                                               |
| Thunderbolt |                           | elektrisch bis 3, optisch bis 100    | 20.000 C                                              |                                                     |
| Thunderbolt 2 | PCIe 2.0 x4               |                                      | 20.000 D                                              | > 10.400                                            |
| Thunderbolt 3 (NVMe-SSD) | PCIe 3.0 x4               |                                      | 40.000                                                | > 24.000                                            |
| USB 1.0/1.1 | LowSpeed                  | 2–5                                  | 1,5                                                   | 0,825                                               |
| USB 1.0/1.1 | FullSpeed                 | 2–5                                  | 12                                                    | 6,6                                                 |
| USB 2.0 | HighSpeed                 | 2–5                                  | 480                                                   | bis 280                                             |
| USB 3.0 (USB 3.1 Gen 1) | SuperSpeed                | 3                                    | 5.000                                                 | 3.840                                               |
| USB 3.1 (USB 3.1 Gen 2) | SuperSpeedPlus            | 3                                    | 10.000                                                | > 7.200                                             |
| Bemerkungen: - Zur Umrechnung von in MB/s: 8 = 1 MB/s ≈ 0,95 MiB/s. Zur weiteren Erklärung siehe Artikel Binärpräfix. - nicht zugeordnete Einzelnachweise: :S. 123 :S. 109 :S. 92–94 :S. 180 |                           |                                      |                                                       |                                                     |

### Erläuterung zu WLAN
Der Datendurchsatz einer WLAN-Verbindung nach Standard 802.11b, 802.11g und 802.11a beträgt max. 46 % der Brutto-Übertragungsrate.
Beim Standard 802.11n geht man von einem Datendurchsatz von 40 % der maximalen Datenübertragungsrate aus.
Dementsprechend können im 5-GHz-Band mit vier Antennen (Sender als auch Empfänger) und einer Kanalbandbreite von 40 MHz von theoretisch möglichen 600 Mbit/s Übertragungsrate in der Praxis maximal 240 Mbit/s erreicht werden. Dieser Wert wird auch nur bei guter Funkverbindung erreicht.
Bei Smartphones mit nur einer Antenne, sind mit dem 802.11n-Standard im 5-GHz-Band nur Übertragungsrate maximal 600/4 = 150 Mbit/s (brutto) und damit nur 75 Mbit/s Datendurchsatz (netto) möglich.
Im Standard 802.11ac erreicht ein Smartphone mit einer Antenne und 80 MHz Bandbreite eine Übertragungsrate von max. 433 Mbit/s (brutto) und 200 Mbit/s Datendurchsatz (netto), d. h. 46 % der Übertragungsrate.